# Велики римски пожар
Велики римски пожар (лат. Magnum Incendium Romae) је разорни пожар који је захватио град Рим у ноћи између 18. и 19. јула 64. године нове ере. 
Пожар је изазвао велику штету у уништио је већи део античког града пре него што је стављен под контролу, након шест дана. Поједини антички извори кривили су императора Нерона за пожар, док су га други хвалили због организовања мера за спречавање ширења пожара и помоћи жртвама.
Нерон је за пожар окривио хришћанску заједницу, услед чега је отпочео један од првих прогона хришћана у античком Риму.
Највероватније је да је пожар избио случајно.

## Антички извори о пожару
Антички извори дају различита, понекад контрадикторна сведочења о пожару. Проблем представља што ниједан примарни извор о пожару није преживео, а већина данас познатих информација долази од секундарних извора, историчара Касија Диона, Светонија и Тацита. Само је Тацит био савременик пожара, док су Светоније и Касије Дион живели и писали своје радове скоро век, односно два века након самог пожара.
Постојало је неколико различитих објашњења о узроцима пожара:
- Мотивисан жељом да уништи град, Нерон је тајно послао своје људе који су претварали да су пијани, да подметну пожар. Сам Нерон је посматрао како пожар уништава град са своје палате на Палатину певајући и свирајући лиру.[2]
- Вођен сулудим каприцом, Нерон је нескривено послао своје људе да запале град, затим посматрао пожар са мецениног торња на евквилинском брежуљку и свирао лиру.[3]
- Пожар је подметнуо Нерон, након чега је певао и свирао лиру на приватној сцени.[4]
- Пожар је био несрећан случај. Нерон се налазио у Анцију.[5]
- Пожар су изазвали хришћани, који су у то време већ били непопуларни међу градским становништвом. Ова

прича је раширена да би се пронашао кривац, будући да су колале гласине да је пожар подметнуо Нерон.

## Избијање пожара
Тацит описује да је пожар избио у трговачким радњама у којима је била складиштена запаљива роба у делу града у коме се налазио Циркус Максимус у долини између брежуљка целија и палатина.
Ноћ је била ветровита па се пожар брзо проширио на околину, укључујући уске, завојите улице и густо грађене стамбене блокове. 
Пошто се радило о нижим деловима града где није било већих грађевина попут храмова и већих чистина, пожар се брзо ширио. Ускоро је захватио обронке палатина и целија. 
Брзо ширење пожара изазвало је масовно бекство грађана који су побегли у делове граде које пожар није захватио и на поља у путеве изван града. Пљачкаши и пиромани допринели су даљем ширењу пожара бацајући бакље у ватру. Деловали су у групама како би спречили мере за задржавање и гашење пожара.
По Тацитовим тврдњама, могуће је да су неке групе деловале по наређењима, или да су биле мотивисане жељом за пљачкањем.

## Каснији догађаји
Према Тациту, Нерон се налазио ван Рима у тренутку избијања пожара. Пошто су вести о пожару стигле у Анцио, Нерон се вратио у Рим и предузео мере да помогне становништву.
У град су преусмерене залихе хране и отворене су јавне грађевине за прихват избеглица. 
Пожар је заустављен након шест дана пре него што је захватио брежуљак Есквилин. Један мањи пожар поново је избио и уништио неколико храмова али је убрзо стављен под контролу.
Пожар је потпуно уништио три од четрнаест градских административних јединица. 

## Савремено виђење пожара
Модерна историјска наука заузела је став да Нерон највероватније није изазвао пожар. Према једној хипотези, пожар је намерно подметнут да би се рашчистили делови града где је Нерон намеравао да подигне своју велику и раскошну палату названу Domus Aurea (у преводу Златна Кућа).
Ипак, пожар је избио скоро километар далеко од локације на којој ће касније палата бити подигнута. Пожар је уништио и саму Неронову палату. Мало је вероватно да је Нерон намеравао да уништи своју палату, будући да је наредио спасавање мермерне декорације из уништене палате, а овај материјал касније је коришћен у изградњи нове палате.

## Пожар и Нерон
Велики пожар из 64. године један је од најпознатијих догађаја Неронове контроверзне владавине. Упркос томе што нема преживелих примарних извора о пожару, до данашњих дана одржало се популарно веровање да је пожар подметнуо Нерон.
Мит о Нерону као пироману касније је коришћен као доказ његовог лудила и мегаломаније, а посебно је опстала слика Нерона како свира лиру док Рим гори.
Још један важан догађај уско повезан са великим пожаром из 64. је прогон хришћана, које је Нерон окривио за подметање пожара. 
Међутим, нејасне су размере прогона хришћана под Нероном, а поједини савремени извори доводе у питање постојање већег прогона. 
Сам пожар уништио је велике делове Рима и изазвао тешке последице по становништво.